# Alexandru Gheorghiu
Alexandru Gheorghiu (n. 1890 – d. 1967) a fost un amiral român, care a deținut funcția de subsecretar de stat pentru Înzestrarea Armatei în Guvernul Constantin Sănătescu (1) (1944).

## Biografie
Alexandru Gheorghiu s-a născut în anul 1890. A deținut funcția de secretar general al Ministerului Aerului și Marinei (? - 1 iunie 1940).
Viceamiralul Alexandru Gheorghiu a fost numit la 1 septembrie 1944 în funcția de subsecretar de stat pentru înzestrarea armatei și producția de război.
În perioada 23 august - 3 noiembrie 1944, viceamiralul Alexandru Gheorghiu a deținut funcția de subsecretar de stat pentru Înzestrarea Armatei în Guvernul Constantin Sănătescu (1).
După instalarea guvernului Petru Groza viceamiralul Alexandru Gheorghiu a fost trecut din oficiu în poziția de rezervă, alături de alți generali, prin decretul nr. 860 din 24 martie 1945, invocându-se legea nr. 166, adoptată prin decretul nr. 768 din 19 martie 1945, pentru „trecerea din oficiu în rezervă a personalului activ al armatei care prisosește peste nevoile de încadrare”.
A lucrat apoi în funcția de consilier în Consiliul de Administrație al Întreprinderilor Malaxa. Este arestat și judecat cu unul din loturile mișcării de rezistență Pop-Bujoiu. A fost condamnat la închisoare în anul 1948.
Viceamiralul Alexandru Gheorghiu a încetat din viață în anul 1967.